# کردستان سوریه
کردستان سوریه   که روژاوا نیز نامیده می‌شود (به کردی: Rojavayê Kurdistanê، ڕۆژئاوای کوردستان)، منطقه‌ای کردنشین در شمال شرقی، شمال و شمال غربی سوریه است که بخشی از استان‌های حسکه، رقه، حلب و دیرالزور را در بر می‌گیرد.
مساحت آن ۱۸٬۳۰۰ کیلومتر مربع یا ۳۱٬۶۵۰ کیلومتر مربع یا ۴۲٬۵۹۱ کیلومتر مربع (شامل شصت درصد زمین‌های کشاورزی سوریه) تخمین زده می‌شود. سایت آمار جنگ سوریه (syriancivilwarmap)، وسعت آن را در سال ۲۰۱۷ حدود ۴۰ هزار کیلومتر مربع و در سال ۲۰۱۹ حدود ۵۳ هزار کیلومتر مربع برآورد کرده‌است. آمارهای مختلف به دلیل درگیری‌های روژوآ است.
این منطقه (مناطق روژاوا) هم‌اکنون تحت سیستم سیاسی خودمدیریتی دموکراتیک غرب کردستان درآمده و از شرق به غرب به سه واحد سیاسی با نام‌های کانتون جزیره، کانتون فرات (نام قدیم : کانتون کوبانی) و کانتون عفرین تقسیم شده‌است. شمار زیادی از کردهای سوریه نیز در شهرهای بزرگ، مانند حلب و دمشق زندگی می‌کنند. بر طبق برخی از آمارهای سازمان ملل متحد کردها حدود ۱۸ درصد از کل جمعیت سوریه را تشکیل می‌دهند. کردها همواره از سوی فرمانروایان حزب بعث سوریه نابود شمرده شده‌اند. کردها، (همانند ترکیه و عراق)، بزرگ‌ترین گروه اقلیت نژادی در سوریه نیز هستند. با آنکه کردهای سوریه نزدیک به ۱۸ درصد از جمعیت این کشور را تشکیل می‌دهند، اما دچار محرومیت هستند و بیشترین ظلم‌ها در حق آنان انجام شده‌است. بیشتر کردهای سوریه در شهرهای بزرگ آن کشور مانند دمشق، حلب، حمص و حما ساکنند. آمار سیا اقلیت‌های غیر عرب جمعیت سوریه با جمعیت ۲۱.۷ میلیون را ۹.۷٪ می‌داند و آمار وزارت امور خارجهٔ آمریکا، ۹ درصد جمعیت سوریه را کرد می‌داند.
با به قدرت رسیدن حزب بعث نگرش ضد قومیتی در سوریه گسترش یافت و بسیاری از کردهای سوریه از حقوق اجتماعی محروم شدند و حتی زمین‌های کشاورزان ساکن منطقه‌هایی مثل الحرزکه و قامشلی مصادره شد. در این زمان نگرش شونیستی در سوریه افزایش یافت و کردها در شرایط کاملاً دشواری قرار گرفتند و بسیاری از آنان تابعیت خود را به‌طور اجباری از دست دادند. وضعیت کردها در سوریه در برابر دیگر کشورها ناگوارتر گزارش شده‌است و پشتیبانان حقوق بشر همواره آزار و پیگرد دیده‌اند.
بیشتر کردهای سوریه سنی شافعی هستند؛ اما اقلیت‌هایی نیز از علویان، ایزدیان و سنی حنفی نیز در میان آن‌ها وجود دارند. حکومت حزب بعث سوریه، برای این کشور که زیستگاه تیره‌ها، تبارها و گروه‌های زبانی گوناگون است تنها یک هویت و موجودیت می‌شناسد و آن هویت عربی است. کردهای سوریه بزرگترین اقلیت ملی در این کشور هستند و از تمامی حقوق ابتدایی زندگی بی‌بهره‌اند.
مردم کرد نیز در سال ۲۰۱۱ به اعتراض‌های مردمی در سوریه پیوستند و مردم شهرهای کردستان سوریه در اعتراض به سیاست‌های دولت و حمایت از اعتراض‌های مردمی در سوریه در چند شهر دست به تظاهرات زدند. در تحولات اخیر سوریه کردها به صورتی فعال و تأثیرگذار شرکت می‌کنند. حضور فعال کردها در اعتراضات نشان از برجسته شدن هر چه بیشتر نقش کردها در تحولات اخیر سیاسی سوریه دارد. این منطقه در نوامبر ۲۰۱۳ به خودگردانی دست یافت و در چارچوب منازعه کردستان سوریه، جامعه‌ای مبتنی بر اصول دموکراسی مستقیم، برابری جنسیتی، و پایایی بنا شد. کردستان سوریه از شرق به غرب از سه کانتون به نام‌های کانتون جزیره، کانتون فرات (نام قدیم : کانتون کوبانی) و کانتون عفرین تشکیل شده‌است. کردستان سوریه از سوی دولت سوریه به عنوان خودگردان به رسمیت شناخته نمی‌شود و از طرف‌های درگیر در جنگ داخلی سوریه است.

## پیشینه

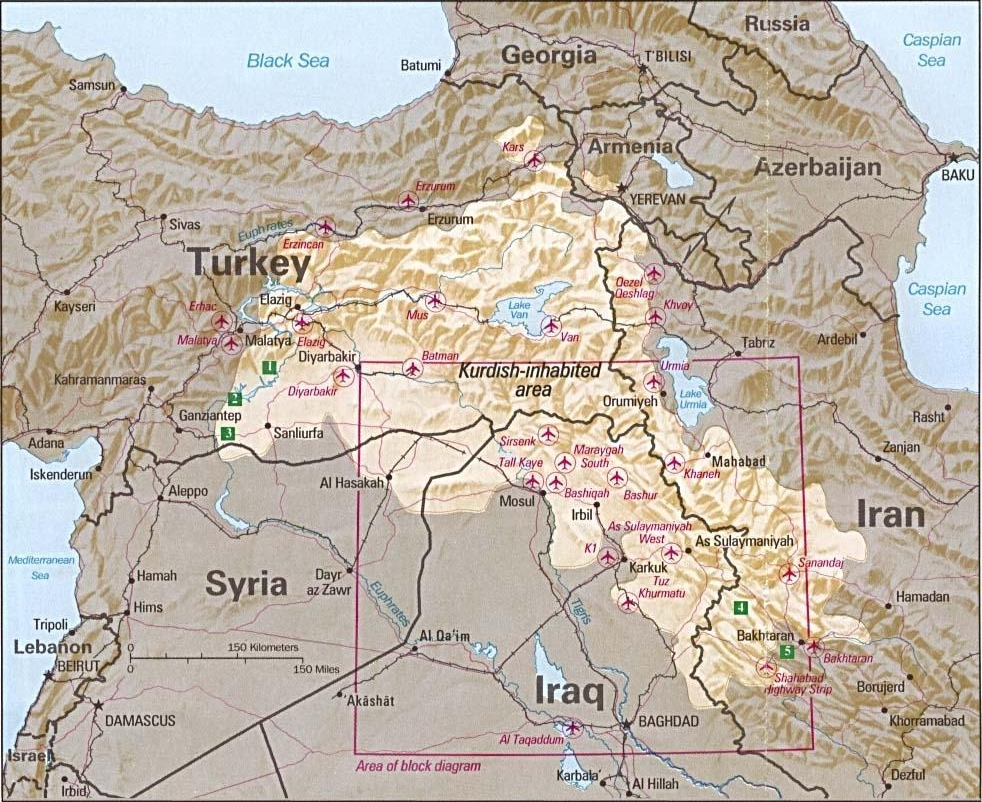
مناطق کردنشین شمال سوریه

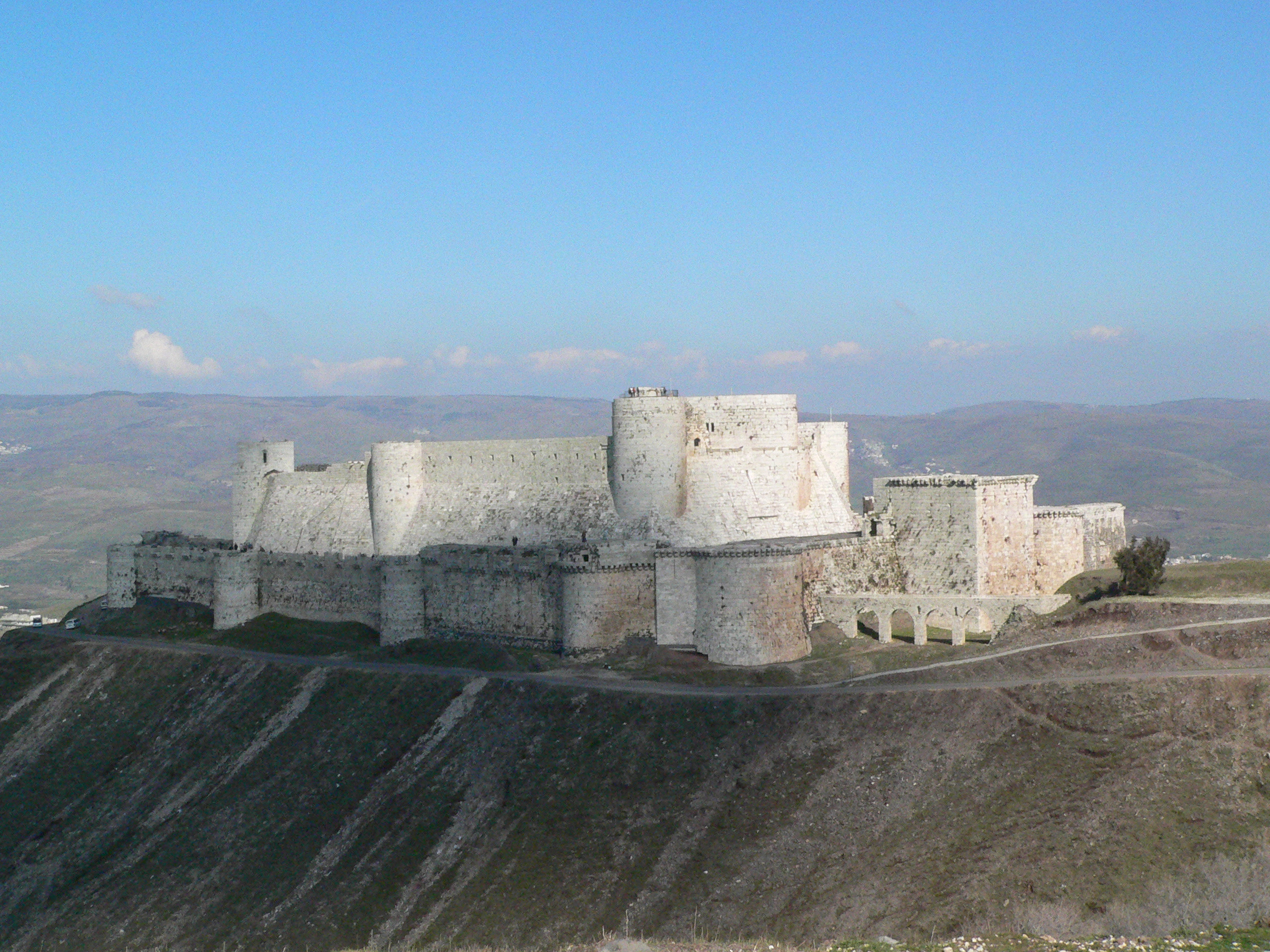
دژ کردان در سوریه

پس از جنگ جهانی اول و تجزیهٔ امپراتوری عثمانی، کردهای تحت تسلط این امپراتوری در بین سه کشور ترکیه، عراق و سوریه تقسیم شدند. سرزمین‌های عراق زیر نظر انگلیسی‌ها و سرزمین‌های سوریه زیر نظر فرانسه قرار گرفت. در جریان مناقشهٔ موصل در سال ۱۹۲۵، تنش در روابط ترکیه و فرانسه بالا گرفت، در این گیرودار دولت فرانسه از کردهای ساکن در غرب کردستان خواست که به دولت فرانسه در جنگ با ترکیه کمک کنند. در مقابل، فرانسه متعهد شد که به حل مسئلهٔ کردها در سوریه کمک کند. در همین راستا دولت فرانسه به پشتیبانی از حزب خویبون و قیام شیخ سعید پیران در سال ۱۹۲۵ پرداخت و سوریه به مأمن و پناهگاه کردها بدل شد. در نهایت اختلافات بین دولت ترکیه و دولت فرانسه کاهش یافت و در سال ۱۹۲۹ در آنکارا، این دو کشور قرارداد ترکیه- فرانسه را به امضا رساندند که به موجب آن منطقه‌ای در مرز سه کشور ترکیه، عراق و سوریه به کردها اختصاص یافت. این منطقه به سه استان حسکه (جزیر)، رقه و حلب تقسیم شد. کردهای این بخش از کردستان با لهجهٔ کرمانجی صحبت می‌کنند. برآوردها حکایت از آن دارد که کردها با جمعیتی در حدود ۲٫۵_۴میلیون نفر، حدود ۱۰٪_۲۵٪ از جمعیت فعلی سوریه را تشکیل می‌دهند.
اولین جنبش کردهای سوریه در جهت کسب حقوق ملی خود در سال ۱۹۲۸ رخ داد. در راستای این جنبش، کردهای سوریه مطالبات خود را در اولین گام، تسلیم پارلمان سوریه کردند. این مطالبات عبارت بودند از:
- زبان کردی در مدارس مناطق کردنشین تدریس شود و در ادارات به رسمی شناخته شود.
- کردها خود ادارهٔ امور خود را بدست گیرند.

این مطالبات با مخالفت فرانسوی‌ها روبه‌رو شد. در آن هنگام روابط کردها و اعراب بسیار خوب شده بود و دوش به دوش هم جهت آزادی سرزمین‌های سوریه مبارزه می‌کردند. این همکاری‌ها سبب شده بود که کردها به تأمین حقوق ملی خود در سوریه خوش‌بین شوند. پس از پایان تسلط فرانسه بر سوریه و در نتیجه، کسب استقلال توسط سوریه، عرب‌ها تمام تعهدات خود را زیر پا گذاشتند. کردها نه‌تنها به حقوق خود نرسیدند بلکه وضعشان از قبل هم بدتر شد. در سوریه، کودتاهای نظامی یکی پس از دیگری رخ داد و در نهایت قدرت به ناسیونالیست‌های عرب رسید. این اتفاق تأثیرات منفی زیادی بر سرنوشت کردها گذاشت. زبان کردی ممنوع شد و کم‌کم کردها تحت ستم مضاعف قرار گرفتند. در سال‌های ۱۹۵۸ تا ۱۹۶۱، همگام با تأسیس حزب بعث و قدرت گرفتنش در سوریه و تأکید بر ناسیونالیزم عرب، در سال ۱۹۶۳ تنش میان کردها و اعراب بالا گرفت.
کشف و حفر چاه‌های نفتی در مناطق کردنشین موجب شد که اعراب از حس استقلال طلبی کردها هراس پیدا کنند. یک ژنرال سوری در گزارش خود در سال ۱۹۶۰ می‌گوید که: مشکلات ناشی از وجود کردها پوسته‌ای کاذب در سرزمین اعراب است که باید این پوسته کنده شده و دور انداخته شود. آنچه که مسلم است موقعیت مناسب جغرافیایی کردها و نفت و اقتصاد قوی در کردستان مانند خوره به جان کردها افتاده‌است و وجودشان تهدید سیاسی بالقوه‌ای است برای آیندهٔ اعراب در سوریه.
سرشماری سال ۱۹۶۲ در سوریه، بیم و هراس را در دل دولتمردان سوریه دو چندان کرد. هدف از این سرشماری یافتن جهات انکار وجود ملت کرد در سوریه بود. به این منظور کردها برای اینکه ثابت کنند که شهروند سوریه هستند می‌بایست اثبات می‌کردند که از سال ۱۹۵۳ در آن کشور ساکن هستند. در واقع منظور اصلی دولت سوریه تعریب مناطق کردنشین بود. با این سرشماری، بسیاری از کردها حقوق شهروندی خود را از دست دادند. در حال حاضر نیز ۳۰۰ هزار نفر از کردهای سوریه فاقد شناسنامه هستند و در خاک سوریه بیگانه محسوب می‌شوند یا به چشم میهمان به آن‌ها نگریسته می‌شود. حق خرید و فروش زمین و ملک از آن‌ها سلب شده‌است. آن‌ها از حقوق ابتدایی خود محروم شدند، در ادارات دولتی استخدام نشدند و قادر به ازدواج و تشکیل خانواده به صورت رسمی نبودند. حق رأی و کاندیداتوری نداشتند و چون پاسپورت برای‌شان صادر نشد نتوانستند که به کشورهای دیگر مسافرت کنند. در سوریه کسانی که شناسنامه ندارند و کرد هم نیستند به نسبت کردها وضعیت بهتری دارند.
بیانیهٔ جهانی حقوق کودک در سال ۱۹۵۹ در مجمع عمومی سازمان ملل متحد به تصویب رسید و سوریه نیز در سال ۱۹۹۳ مفاد این بیانیه را پذیرفت و به عضویت آن درآمد. به موجب این بیانیه کودکان پس از تولد صاحب شناسنامه می‌گردند و به عنوان شهروند رسمی آن کشور به حساب می‌آیند.
طبق بند ج ـ مادهٔ ۳ حقوق شهروندی سوریه، کودکانی که از پدر و مادر بی‌شناسنامه یا بی‌هویت متولد می‌شوند، همچون شهروند سوریه محسوب می‌شوند اما این قانون برای کردها صدق نمی‌کند و این نقض آشکار بیانیه جهانی حقوق بشر و حقوق کودک است.
اکنون جنبش دموکراسی‌خواهی در کشورهای عربی شمال آفریقا و خاورمیانه آغاز گشته و بخش عمدهٔ این کشورهای توتالیتر را فراگرفته‌است. موج نارضایتی‌ها و اعتراضات جهت تأمین حقوق بشر، آزادی، دموکراسی و عدالت اجتماعی ادامه دارد. در سوریه نیز مردم با سرکوب و اختناق شدید نظام حاکم، به میدان آمده و خواستار تغییر در وضع موجود و پایان حکومت غیردمکراتیک حزب بعث می‌باشند. در این میان حضور کردها و ابراز مطالبات ملی آن‌ها بسیار کمرنگ است. مطالبات کردها در حداقل حقوق شهروندی در چهارچوب خاک سوریه خلاصه شده‌است. در تاریخ سیاسی سوریه کردها هیچ‌گاه نتوانستند یک جنبش مقتدر و فراگیر آزادی‌خواهانه را به وجود آورند و دلایل آن برمی‌گردد به:
- وضعیت جغرافیایی: هرچند که مناطق کردنشین سوریه به مرزهای کردستان ترکیه و کردستان عراق متصل است ولی این مناطق در داخل خاک سوریه به صورت سه بخش مجزا از هم قرار گرفته و در بین آن‌ها اعراب اسکان یافته‌اند.
- شیوهٔ برخورد خشن و سختگیرانهٔ نظام حاکم بر سوریه هیچ‌گاه اجازهٔ خودنمایی را به کردها نداد. در هیچ مقطعی کردهای سوریه حق داشتن رادیو، تلویزیون و روزنامه به زبان کردی را نداشتند و قادر به تحصیل به زبان مادری خود نبودند. بخش اصلی ضعف کردها ناشی از قدرت حکومت مرکزی در سوریه بوده‌است.
- تعدد احزاب در میان کردها و ضعف ساختاری و سیاسی آن‌ها تا این هنگام مانع از ایجاد گفتمانی واحد در بین کردهای سوریه شده و در واقع احزاب بیشتر به جدال و کشمکش با یکدیگر پرداخته‌اند. به همین دلیل در ۴ / ۷ / ۲۰۱۱ تشکیل یک جبهه مشترک میان احزاب کردستان سوریه اعلام شد.
- کنفرانس احزاب سیاسی کردستان سوریه که در سال ۲۰۱۲ در شهر اربیل کردستان عراق برگزار شد، با اعلام تشکیل یک جبهه متحد، به کار خود پایان داد. «جبهه احزاب کردستانی سوریه»، بر احقاق حقوق کردها در کردستان سوریه تأکید کردند. این جبهه، خواستار توقف اعمال خشونت شد. این جبهه با شرکت ۱۶ حزب سیاسی کردستان سوریه تشکیل شده و امور این جبهه از سوی دو کمیته اجرا خواهند شد.[۲۶]

## سیاست
افزون بر ۳۰ حزب و نهاد سیاسی در کردستان سوریه مشغول به فعالیت می‌باشند.
در یک نظرسنجی اینترنتی دربارهٔ رهبران کردهای سوریه، که توسط پایگاه اوستا کرد وابسته به نخست‌وزیر اقلیم کردستان عراق در فوریهٔ ۲۰۱۴ صورت گرفت، اقبال مردم به این رهبران به شرح زیر بود.
| نتایج نظرسنجی دربارهٔ رهبری کُردهای سوریه | نتایج نظرسنجی دربارهٔ رهبری کُردهای سوریه | نتایج نظرسنجی دربارهٔ رهبری کُردهای سوریه | نتایج نظرسنجی دربارهٔ رهبری کُردهای سوریه | نتایج نظرسنجی دربارهٔ رهبری کُردهای سوریه |
| --------------------------------------- | --------------------------------------- | --------------------------------------- | --------------------------------------- | --------------------------------------- |
| شخصیت                                   | شخصیت                                   |                                         | درصد                                    | درصد                                    |
| صالح مسلم                               | صالح مسلم                               |                                         | ۵۸٫۷٪                                   | ۵۸٫۷٪                                   |
| صلاح بدرالدین                           | صلاح بدرالدین                           |                                         | ۲۰٫۷٪                                   | ۲۰٫۷٪                                   |
| حمید حاجی درویش                         | حمید حاجی درویش                         |                                         | ۴٫۲٪                                    | ۴٫۲٪                                    |
| عبدالحکیم بشار                          | عبدالحکیم بشار                          |                                         | ۳٪                                      | ۳٪                                      |
| شیخ آلی                                 | شیخ آلی                                 |                                         | ۲٫۹٪                                    | ۲٫۹٪                                    |
| عبدالباسط سیدا                          | عبدالباسط سیدا                          |                                         | ۲٫۵٪                                    | ۲٫۵٪                                    |
| ابراهیم برو                             | ابراهیم برو                             |                                         | ۱٫۷٪                                    | ۱٫۷٪                                    |
| مصطفی جمعه                              | مصطفی جمعه                              |                                         | ۰٫۵٪                                    | ۰٫۵٪                                    |
| نمی‌دانم                                 | نمی‌دانم                                 |                                         | ۴٫۵٪                                    | ۴٫۵٪                                    |

### احزاب در کردستان سوریه
- صالح مسلم، رهبر حزب اتحاد دموکراتیک (سوریه) (نزدیک به پ.ک. ک)
- عبدالسلام احمد جبههٔ مردم غرب (کردستان سوریه)(نزدیک به پ.ک. ک)
- حزب دموکرات کردستان سوریه (الپارتی) (نزدیک به بارزانی)
- حزب آزادی به رهبری مصطفی جمعه
- فیصل یوسف رئیس شورای میهنی کردهای سوریه
- ابراهیم برو، دبیرکل حزب اتحاد کردها در سوریه
- هیئت عالی کردهای سوریه
- سعود ملا عضو هیئت عالی کردهای سوریه
- بشار امین عضو هیئت عالی کردهای سوریه
- اسماعیل حمه، عضو هیئت عالی کردهای سوریه

### شهروندی سوریه

#### دوران حافظ اسد
در سال ۱۹۶۲ فرمانروائی سوریه حق شهروندی صدها هزار تن از کردها را گرفت و حتی آنان را از آمار کشور نیز زدود، که البته این شمار، اکنون پس از گذشت بیش از ۵۰ سال افزایش یافته بود. این شمار از کارت شناسایی ملی (ID) محروم بودند که برای ضروری‌ترین، ابتدایی‌ترین و حیاتی‌ترین نیازهای خود همچون درمان، آموزش و… بنیادی می‌باشد.
پس از اینکه حافظ اسد، رهبر حزب بعث، در سال ۱۹۷۰، به جایگاه رئیس‌جمهوری سوریه دست یافت، سرکوب و خفقان کردها و دیگر اقلیت‌های این کشور، به گونه‌ای چشم گیر افزایش یافت. بعثی‌های سوریه عملیاتی همانند و هم‌زمان با صدام حسین رهبر حزب بعث عراق و رئیس‌جمهور وقت این کشور که در کردستان عراق انجام می‌داد و حملات یا عملیات تعریب (عربی کردن منطقه) نامیده می‌شد را آغاز کردند.

#### دوران بشار اسد
پس از آغاز جنگ داخلی سوریه، بشار اسد در آوریل ۲۰۱۱ با هدف جلوگیری از گسترش شورش‌ها در میان کردهای سوریه، با صدور فرمانی به کردهای ساکن در استان حسکه، شهروندی سوریه را اعطا کرد. این تابعیت شامل حال کردهای دیگر مناطق سوریه نمی‌شود. نداشتن تابعیت برای کردها به معنای نداشتن حقوق شهروندی از قبیل محرومیت از استخدام در بخش‌های دولتی و نیز نداشتن شناسنامه و گذرنامهٔ سوری بود. در اواخر اوت ۲۰۱۲ روزنامه اماراتی الاتحاد از توافق دولت سوریه با کردهای سوریه برای تشکیل یک منطقه خودگردان در شمال سوریه خبر داد. این روزنامه در گزارش خود نوشت: طبق این توافق که هنوز به‌طور رسمی اعلام نشده، ارتش سوریه به‌طور کامل مناطق کردنشین را تخلیه کرده و کردها کنترل کامل این مناطق را به دست گرفته‌اند. گفته می‌شود حدود ۳ میلیون نفر یعنی حدود ۱۵ درصد جمعیت سوریه در این مناطق زندگی می‌کنند. با اینکه کردهای سوریه رسماً نه از دولت اسد حمایت کرده‌اند و نه از مخالفان اسد، اما بر سردر ساختمان‌های اداری واقع در این مناطق عکس‌های بشار اسد، رئیس‌جمهوری سوریه، همچنان خودنمایی می‌کنند. در حالی که در سایر مناطق، مخالفان اقدام به پاره کردن عکس‌های بشار اسد و از بین بردن نشان‌های دولت سوریه کرده‌اند. این روزنامه در گزارشی از شهر عفرین می‌نویسد برخی از نیروهای دولتی سوریه هنوز هم در کردستان سوریه حضور دارند و در پایگاه‌های خود مستقر هستند و مردم کرد برای آن‌ها آب و غذا و مایحتاج‌شان را فراهم می‌کنند. در این گزارش آمده که کردهای سوریه پس از توافق با دولت اسد، با ایجاد مدارسی مشغول آموزش زبان کردی هستند.
در آوریل سال ۲۰۱۲ میلادی اخباری در خصوص مذاکرات مستقیم و غیرمستقیم آنکارا با دمشق برای آزادی افسران اطلاعاتی ترکیه که در سوریه بازداشت شده‌اند، انتشار یافت. در این اخبار آمده‌است: حکومت بشار اسد، آزادی عبدالله اوجالان یکی از اصلی‌ترین رهبران کردهای ترکیه را شرط اصلی آزاد کردن افسران اطلاعاتی ترکیه اعلام کرده‌است.

### تشکیل خودمدیریتی دموکراتیک در کردستان سوریه

همزمان با آغاز جنگ داخلی در سوریه، کردها به عنوان جبههٔ سوم در این جنگ حضور پیدا کردند. بزرگترین حزب کردها یعنی حزب اتحاد دمکراتیک (پ.ی. د) معتقد بود: که در برابر خط دولت-ملت ناسیونالیستی حامیان بشار اسد و خط اسلام سیاسی که از سوی مخالفین بشار اسد تبلیغ می‌شد، باید جبههٔ سومی را شکل داد که نه با دولت بشار اسد باشد و نه با ارتش آزاد و داعش و دیگر مخالفان مذهبی و ناسیونالیست دولت. در پی حملات پیاپی در شهرهای بزرگ سوریه، نیروهای ارتش سوریه از شهرهای کردنشین مرزی خارج شدند و نیروهای کرد، با سازماندهی نیروهای خود، کنترل امور را در این مناطق در دست گرفتند و در این مناطق سیستم خودمدیریتی دموکراتیک اعلام کردند. در ادبیات سیاسی نیروهای هوادار پ.ی. د و پ.ک. ک از این تحولات و تغییرات اجتماعی و سیاسی مترتب بر آن به عنوان انقلاب غرب کردستان (روژاوا) یا انقلاب ۱۹ ژوئیه ۲۰۱۲ یاد می‌کنند و نظام سیاسی-اجتماعی برآمده از این رویدادها را خودمدیریتی دموکراتیک غرب کردستان می‌نامند. در همین حال نیروهای برآمده از این تحولات و نیز حزب اتحاد دموکراتیک اعلام کردند که قصد جدایی از سوریه و تشکیل یک دولت-ملت کردی را ندارد و در عوض خواهان دموکراتیزه شدن سوریه بر اساس خط خودمدیریتی دموکراتیک و گذار از دولت-ملت در هر شکل آن (عربی یا کردی) هستند. همچنین قصد ایجاد سیستمی تک حزبی را نیز ندارند و هر حزب و سازمان اجتماعی می‌تواند در مسائل سیاسی شرکت داشته و به کنگرهٔ خلق بپیوندد. از ابتدای تحولات در کردستان سوریه، نیروهای افراطی به‌خصوص داعش و جبهه النصره برای مقابله با قدرت گرفتن کُردها، به شهرها و روستاها و مردم غیرنظامی حمله‌ور شدند. اغلب گروه‌های مزبور هنوز هم به‌طور پراکنده و در برخی مناطق به صورت متمرکز به حملات خود علیه کردها ادامه می‌دهند. همچنین نیروهای کرد موفق شده‌اند در درگیری‌هایی که با گروه‌های تکفیری داشتند، بخش‌های زیاد دیگری از مناطق شمالی سوریه را نیز به کنترل خود درآورند. ۴۷ گروه افراطی به کردهای سوریه حمله کرده‌اند. حزب اتحاد دموکراتیک لیست کامل ۴۷ گروه افراطی را که به شهرها و روستاهای کُردنشین سوریه حمله‌ور شده‌اند منتشر کرده‌است:
۱- داعش، ۲- جبهه‌النصره، ۳- تیپ احفاد الرسول، ۴- تیپ النصیر، ۵- گردان فتح‌الله، ۶- تیپ لا اله الا الله، ۷- ابن تیمیه، ۸- گردان علی بن ابی طالب، ۹- گردان الجزیره، ۱۰- گردان میرگرد، ۱۱- شاخهٔ امنیتی رقه، ۱۲- الشام، ۱۳- گردان العادیات، ۱۴- گردان محمدیه، ۱۵- گردان الابرار، ۱۶- گردان شداده، ۱۷- گردان احرار الخویران، ۱۸- گردان جندالحرمین، ۱۹- گردان شمال، ۲۰- گردان جندالله، ۲۱- جوانمردان جربوی، ۲۲- گردان احرارالطوافی، ۲۳- گردان سرّین، ۲۴- گردان اهل‌السنه، ۲۵- گردان مارعی، ۲۶- گردان عایشه، ۲۷- گردان احرارالشام، ۲۸- گردان احرار ابو راسن، ۲۹- گردان احرار الحرب، ۳۰- تیپ انقلابیون رقه، ۳۱- گردان اسامه بن زیاد، ۳۲- گردان القارعه، ۳۳- گردان الموحدین، ۳۴- گردان طائفه‌المنصوره، ۳۵- گردان الله‌اکبر، ۳۶- تیپ الضلال، ۳۷- گردان المدینه‌المنوره، ۳۸- فداییان انقلاب، ۳۹- گردان شهدای الظاهریه، ۴۰- گردان شهید حسن الخلف، ۴۱- واحدهای ابن القین، ۴۲- گردان ملی، ۴۳- گردان شهید ابو لطیف ابوالخطاب، ۴۴- مجلس نظامی رقه، ۴۵- گردان احرارالشدادی، ۴۶- گردان انورالحق، ۴۷- گردان احرار جبال عبدالعزیز.
بر اساس تقسیم‌بندی جغرافیایی، کردستان سوریه به سه کانتون با مرزهایی غیر ملی و غیر قومی به نام‌های کانتون جزیره، کانتون عفرین و کانتون کوبانی تقسیم می‌شود که اداره هر یک از این کانتون‌ها بر عهده یک شورای محلی ویژه موسوم به شورای خلق کانتون است که در سطح بالاتر مجلس خلق غرب کردستان را شکل می‌دهند. مأموریت نهادهای خودمدیریتی دموکراتیک، تدوین قوانین انتخابات محلی و فراهم سازی مقدمات برای برگزاری انتخابات سراسری و تدوین قرارداد اجتماعی (به عنوان بدیلی برای قانون اساسی) است. همچنین ادارهٔ مسائل سیاسی، نظامی، امنیتی و اقتصادی کردستان سوریه نیز از دیگر وظایف خودمدیریتی دموکراتیک غرب کردستان است.

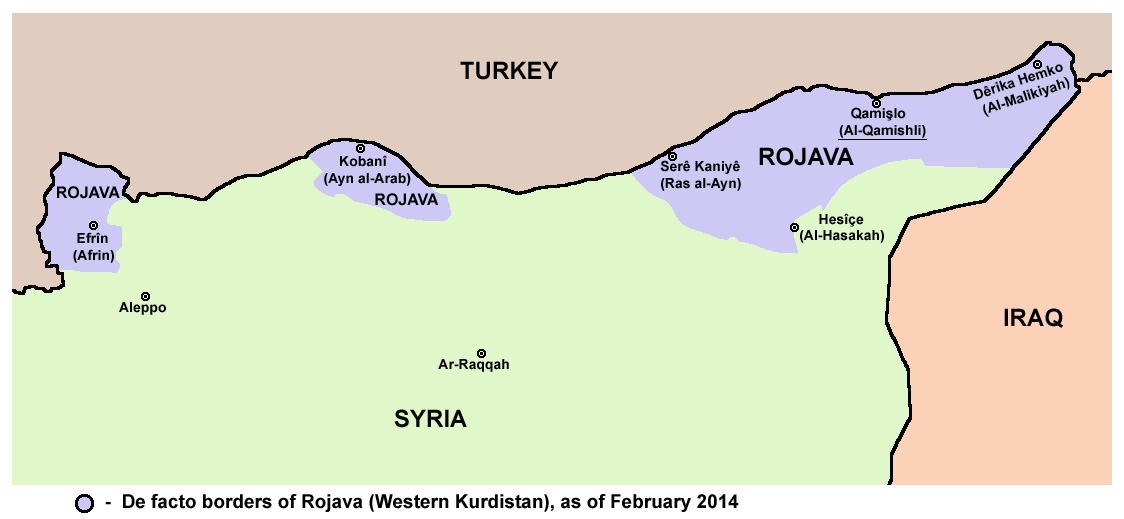

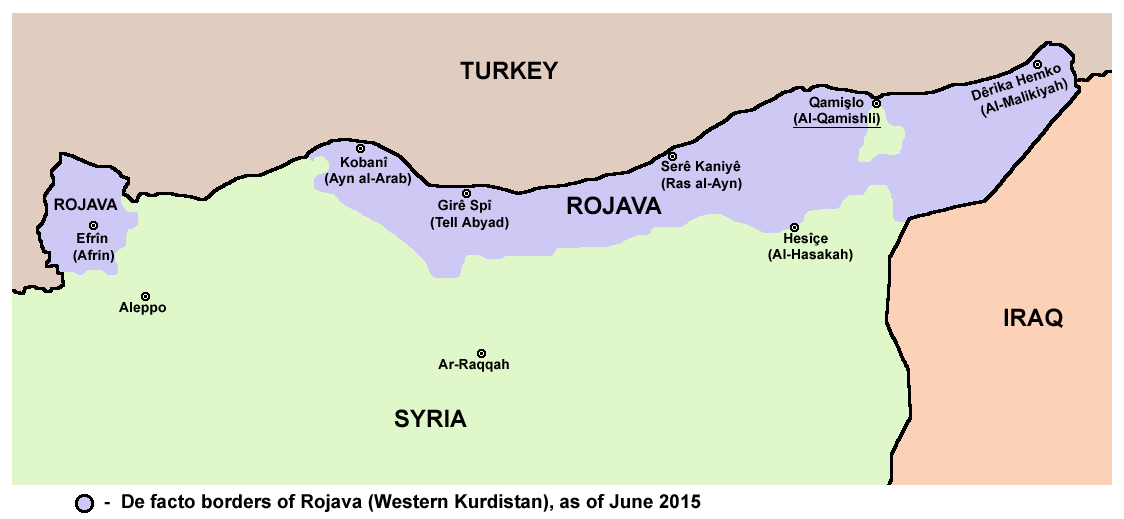

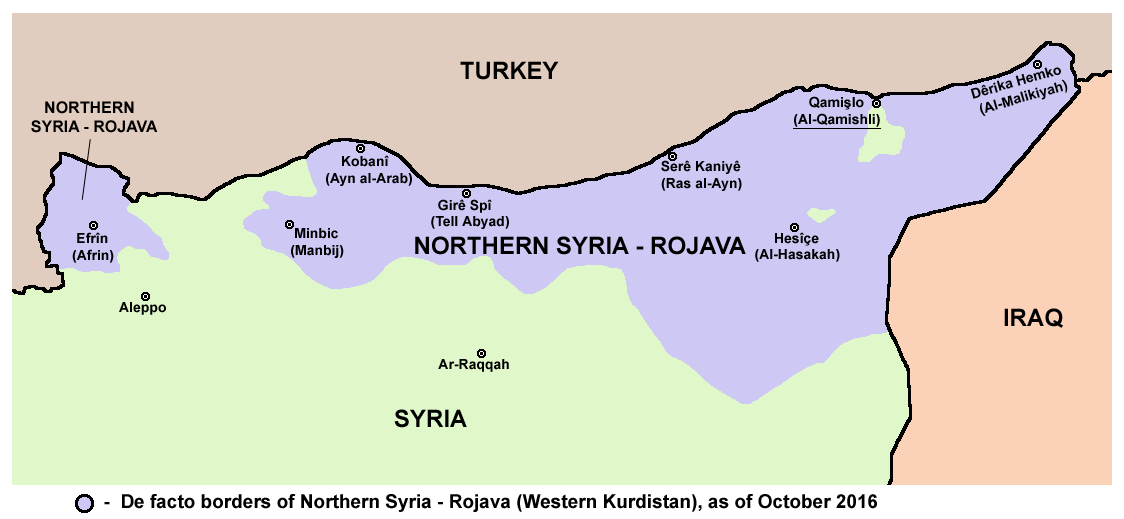

### ایجاد نظام فدرال

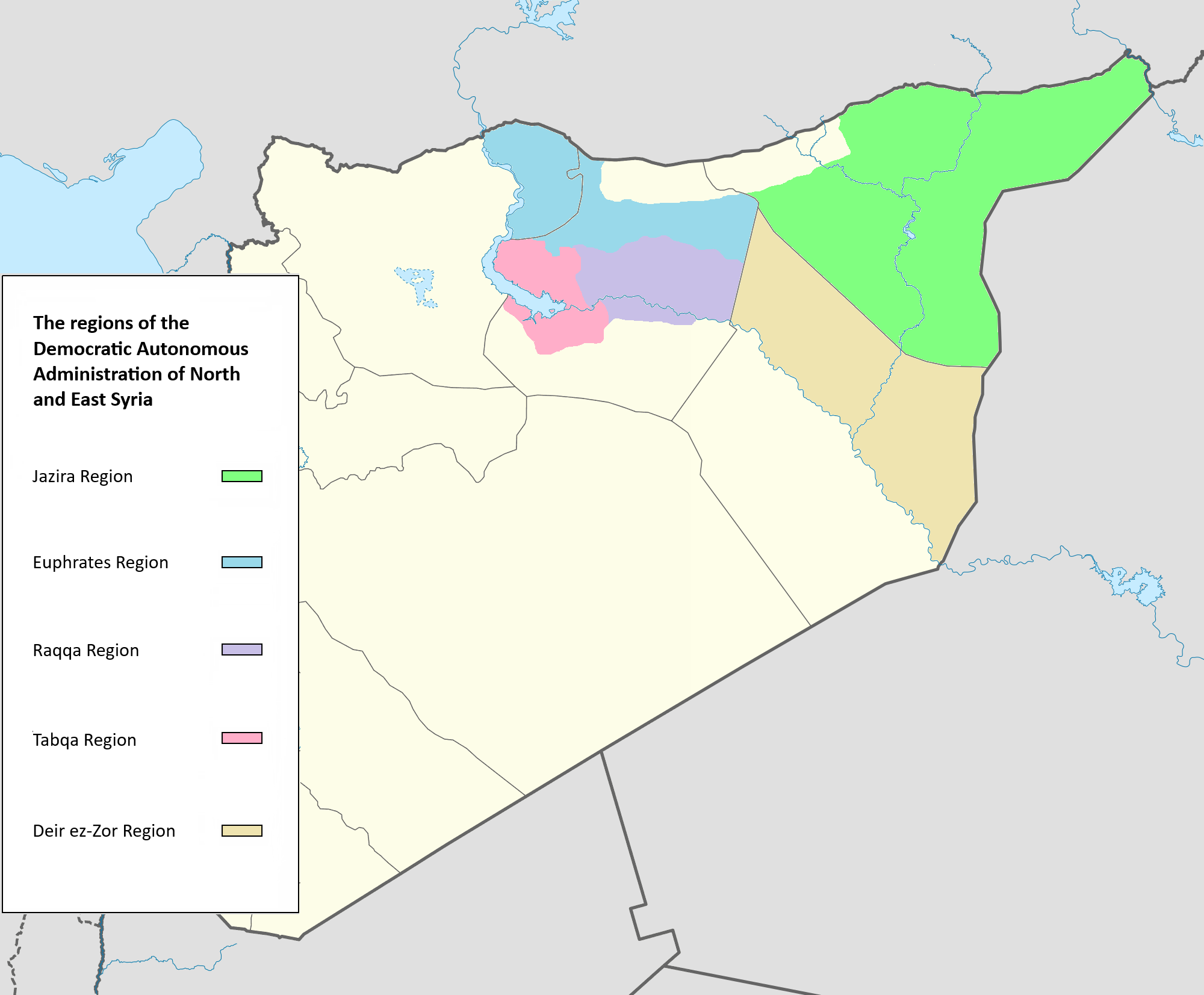
The Cantons of Rojava per the reorganization in July 2017.

در ۱۷ مارس ۲۰۱۶، مقامات کرد اهل سوریه به همراه نمایندگانی از نیروهای عرب، آشوری و ترکمن شمال سوریه که به همراه یکدیگر علیه داعش به مبارزه پرداخته‌اند، در کنفرانسی در رمیلان در کانتون جزیره تأسیس نظام فدرال را در شمال سوریه و در مناطق تحت کنترل نیروهای سوریهٔ دموکراتیک با عنوان فدراسیون شمال سوریه اعلام کردند. کنفرانس رمیلان با انتشار یک متن، روند ایجاد سیستم دموکراتیک در شمال سوریه را تشریح کرده و فدراسیون شمال سوریه را متشکل از سه کانتون جزیره، کوبانی و عفرین اعلام کرد.
این مسئله به سرعت با واکنش منفی حکومت سوریه، اپوزیسیون و نیروهای منطقه مواجه شد. جان کربی، سخنگوی وزارت خارجه آمریکا در واکنش به این مسئله گفت: «از مناطق خودگردان یا نیمه خودمختار در داخل سوریه حمایت نمی‌کنیم.» پس از اعلام نظام فدرالی در شمال سوریه، نظامیان ارتش سوریه در منطقهٔ قامیشلی با نیروهای سوریهٔ دموکراتیک درگیر شده و به مواضع حزب اتحاد دموکراتیک حمله کردند.
ادریس نسان، معاون رئیس کانتون کوبانی در گفتگو با خبرگزاری اسپوتنیک اعلام کرد که فدرالیسمی که اعلام شده تنها مختص به ملت خاصی در سوریه نبوده و شامل تمام ملت‌های شمال سوریه خواهد بود. با ایجاد فدرالیسم سیستم کانتون‌ها از شمال سوریه برداشته خواهد شد. وی همچنین در پاسخ به کسانی که این حرکت را در راستای تشکیل کشوری به نام کردستان توسط پ.ی. د دانسته‌اند اعلام کرد که ما قصد تجزیه سوریه را نداریم و حتی نام فدرالیسمی که تعیین کرده‌ایم نیز کردستان نبوده، بلکه کنفدراسیون شمال سوریه است. در این فدرالیسم تنها کردها حضور ندارند و تمام ملت شمال سوریه حاضر هستند. همچنین صالح مسلم رئیس مشترک حزب اتحاد دموکراتیک (PYD) نیز در گفتگو با روزنامهٔ الشرق‌الاوسط اعلام کرد که سیستم فدرالی در کردستان سوریه برای ایجاد هماهنگی میان جریان‌های موجود در آن منطقه تأسیس شده و کردهای سوریه قصد ندارند تجربه و آزمون اقلیم کردستان عراق را تکرار کنند.

## نیروی نظامی

### یگان‌های دفاعی خلق
یگان‌های مدافع خلق که عموماً با عنوان ی‌پ‌گ شناخته می‌شود گروه نظامی است متشکل از جوانان مناطق کردنشین سوریه که علیه دولت سوریه و نیروهای مهاجم بنیادگرای مذهبی در کردستان سوریه مبارزه می‌کند. تمام اعضای این نیروی نظامی‌کرد نیستند و جوانان عرب و آشوری منطقه و نیز نیروهایی از نقاط مختلف دنیا در آن می‌جنگند. این گروه که توسط حزب اتحاد دموکراتیک و شورای ملی کرد تأسیس شده‌است، مسئول حفظ نظم و حفاظت از جان اهالی مناطق کردنشین سوریه است. ی‌پ‌گ خود را یک نیروی شبه نظامی مردمی به‌شمار می‌آورد.
یگان‌های مدافع خلق در ژوئیهٔ سال ۲۰۱۲ نیروهای امنیتی دولت را از سری‌کانی خارج و همچنین عامودا و عفرین را تصرف کرد. از دسامبر ۲۰۱۲، ی‌پ‌گ شامل ۸ تیپ نظامی است؛ که بعضی‌هاشان در عفرین، قامشلی، کوبانی و سری‌کانی در حال عملیات هستند.

### یگان‌های دفاعی زنان

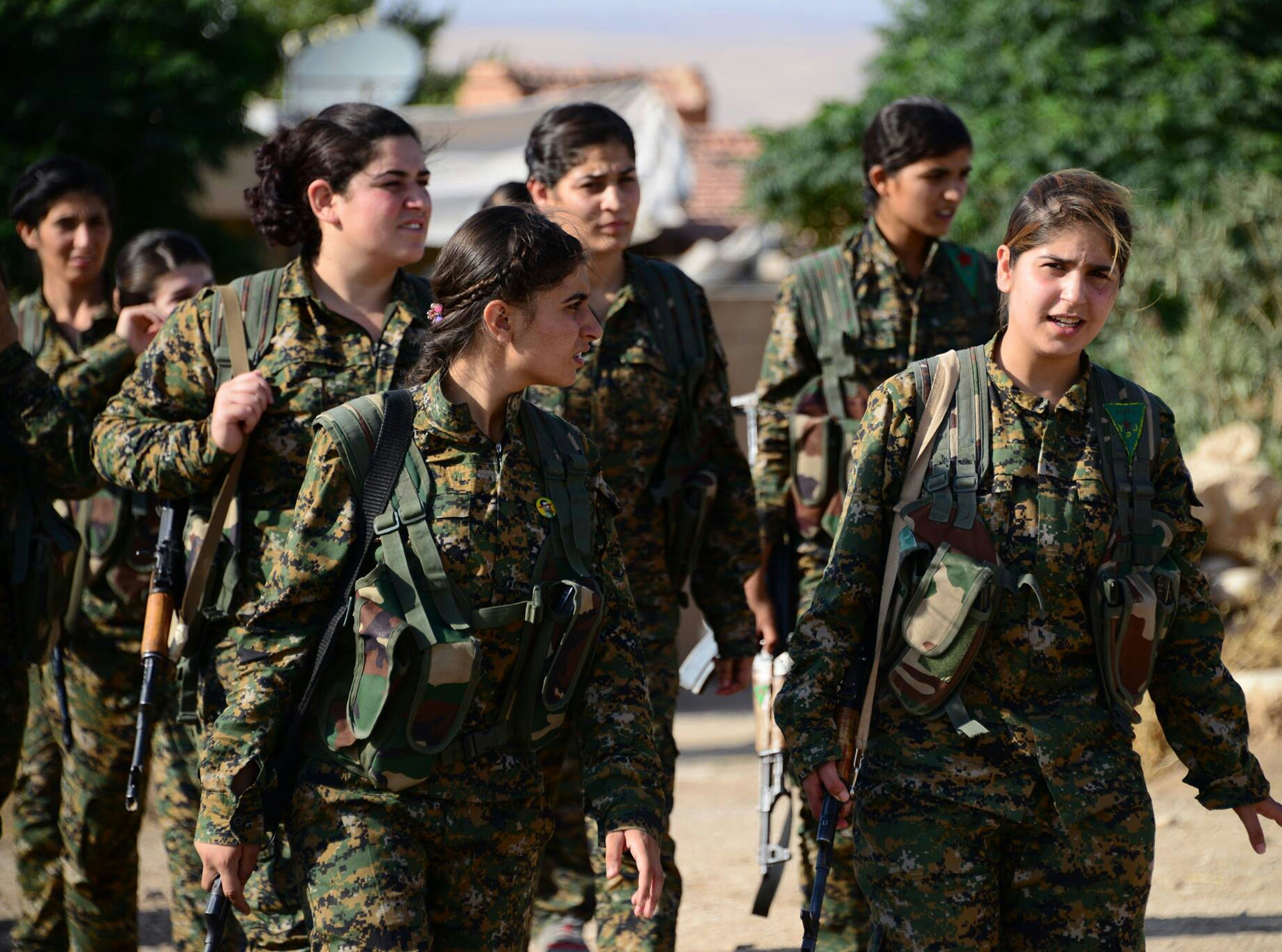
زنان رزمنده در روژاوا

علاوه بر ی.پ. گ، نیروی نظامی دیگری نیز در روژاوا سازماندهی شده که یگان‌های دفاعی زنان نام دارد و به اختصار ی.پ. ژ نامیده می‌شود. تمامی نیروهای این یگان‌ها از زنان تشکیل شده و نقش ارتش مستقل زنان را ایفا می‌کنند. سازماندهی زنان برای دفاع از خود و نیز صیانت از حقوق زنان از مهم‌ترین جهت‌گیری‌های انقلاب ۱۹ ژوئیهٔ ۲۰۱۲ در روژاوا بوده‌است.

## وضعیت طبیعی

### جغرافیا
هرچند که مناطق کردنشین سوریه به مرزهای کردستان ترکیه و کردستان عراق متصل است ولی این مناطق در داخل خاک سوریه به صورت دو بخش مجزا از هم قرار گرفته‌اند.
«کردستان سوریه» آن بخش از جغرافیای کردستان است که با وسعتی برابر با ۷۰۰ کیلومتر از دیرک تا عفرین را در بر می‌گیرد و با یک خط آهن از شمال کردستان جدا می‌شود. جغرافیایی که محل اسکان خویشاوندان و اقوام کردهای شمال کردستان است و از سه منطقه تشکیل می‌شود:
- کانتون جزیره

این کانتون شهرهای قامشلی، دیرک، حمکو، تربه سپی، گرکی لکی، درباسیه، سری‌کانی و حسکه را شامل می‌شود. در حال حاضر سه چهارم این کانتون تحت کنترل نیروهای کرد قرار دارد. از یک سال گذشته مراکز و نهادهای مدنی و نظامی نیروهای کرد در شهرهای این کانتون تأسیس شده‌است. جمعیت کردهای این منطقه نزدیک به دو میلیون نفر است. علاوه بر این، نام جزیره، مترادف است با تولید کل محصولات کشاورزی سوریه. تمام شهرهای این کانتون تحت اداره ایالت حسکه قرار دارند.
رمیلان:
میزان منابع نفتی رمیلان تقریباً با ذخائر نفتی کرکوک برابر است. از نگاهی دیگر می‌توان گفت میزان منابع نفت رمیلان به تنهایی برابر است با نیمی از منابع نفتی سوریه. از لحاظ جمعیت و وجود منابع طبیعی، رمیلان با اهمیت‌ترین منطقه کردستان سوریه محسوب می‌شود.
- کانتون کوبانی

کوبانی، منطقه‌ای است که در روبروی دشت سوروچ شمال کردستان واقع شده‌است. فاصله دشت سوروچ تا کوبانی ۱۰ تا ۱۵ کیلومتر است و روستاهای این دو منطقه در همسایگی همدیگر قرار گرفته‌اند. گری سپی/تل ابیض، عین عیسی، منبج و جرابلوس از جمله شهرهای واقع در کانتون کوبانی هستند. علاوه بر این، اداره بیشتر این بخش‌ها توسط کردها صورت می‌گیرد. این کانتون جمعیتی حدود ۵۰۰ هزار نفر را در خود جای داده‌است.
- کانتون عفرین

جمعیت این کانتون حدود ۵۰۰ هزار نفر است. اخیراً کوچ کردها به این نواحی، شمار ساکنان آن را تا دو برابر افزایش داده‌است. بیشتر شهرها و روستاهای این کانتون، مانند عزاز، جبل سامان و ادلیب نیز به کنترل کردها درآمده‌است.
این سه کانتون به لحاظ جغرافیایی به همدیگر پیوسته نیستند. اما این ناپیوستگی جغرافیایی نتوانسته روابط و تعلق ارگانیک نهادهای سیاسی را در آنجا با مشکل مواجه سازد.

### رودخانه‌ها
دجله، جغجغ، خابور، بلیخ، فرات، ساجور و عفرین از بزرگترین رودخانه‌های این منطقه به‌شمار می‌روند.

### کوه‌ها
در عفرین و جبل‌الکرد مناطق دره‌ای و کوهستانی است و این مسئله نوعی تنوع جغرافیایی در اقلیم به‌شمار می‌رود.

## مردم

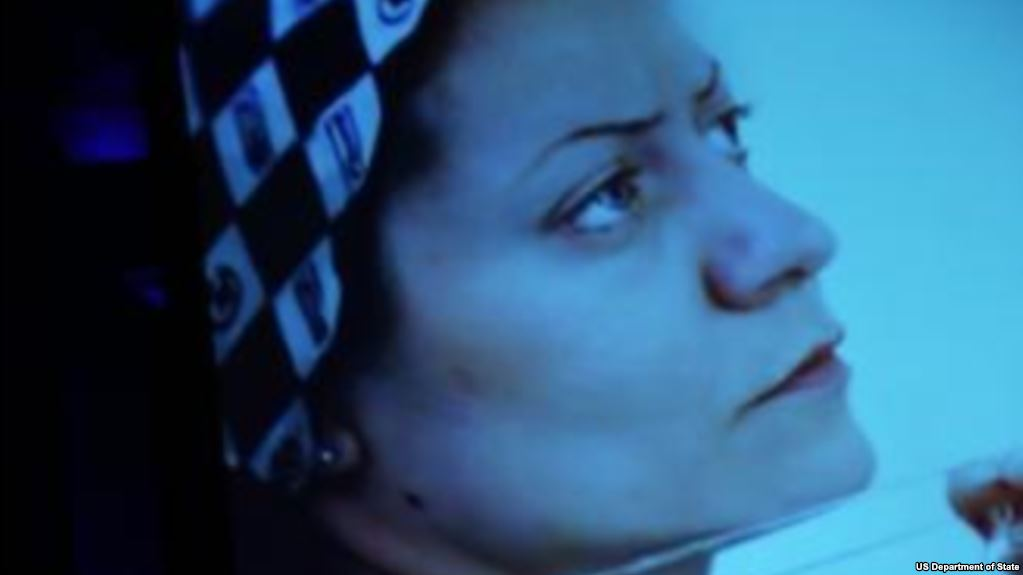
رزان زیتونه فعال حقوق بشر کرد اهل سوریه

وزارت امور خارجه آمریکا جمعیت کردهای سوریه را حدود ۹٪ جمعیت کل سوریه تخمین زده‌است. سازمان ملل متحد، جمعیت کردهای سوریه را حدود ۱۸٪ جمعیت سوریه و نهادهای نزدیک به حزب کارگران کردستان، این جمعیت را بیش از ۶ میلیون نفر اعلام کرده‌اند.

### زبان
کردهای سوریه به گویش کرمانجی از زبان کردی سخن می‌گویند.
سایر زبان های رسمی دیگر:
- عربی
- آشوری
- ترکمنی

### مذهب
بیشتر کردهای سوریه پیروی مذهب سنی شافعی هستند. مذاهب کردی مانند ایزدی و علویگری که برگرفته از آیین‌های میترایی هستند نیز هنوز رواج دارد. جمعیت ایزدی‌ها حدود ۲۰۰ هزار نفر و جمعیت علوی‌ها در حدود ۱۰۰۰ هزار نفر برآورد شده‌است.

### فرهنگ
از نظر فرهنگی، کردهای سوریه دارای آداب و رسوم، موسیقی و رقص منحصر به خود هستند. در سال‌های اخیر با توجه به جدایش بین مناطق مختلف کردستان و تقسیم کردستان به چهار بخش در بین چهار کشور، پس از جنگ جهانی و اضمحلال عثمانی، مردم کرد سوریه از نظر فرهنگی بیشتر با عرب‌ها و ترک‌ها برهم کنش فرهنگی داشته‌اند.

## اقتصاد
کردهای سوریه از فقیرترین ساکنان سوریه می‌باشند. این در حالی است که سرزمین کردستان سوریه از ثروت سرشاری برخوردار است. در مجموع درآمد سالانه کردستان سوریه حدود ۱۰٫۸ میلیارد دلار می‌باشد که برابر است با نصف کل بودجه سوریه در سال ۲۰۱۲ میلادی.
کردستان سوریه از ثروت سرشاری برخوردار است و در حال حاضر می‌تواند روزانه ۲۵۰ هزار بشکه نفت تولید کند. علاوه بر اینها، مقادیر نامعینی نیز ذخایر گازی دارد. تا قبل از آغاز جنگ داخلی، میزان تولید نفت در این منطقه از نصف کل تولید نفت سوریه بیشتر بوده‌است.
کشاورزی: این منطقه به تنهایی ۴۵ درصد کل تولیدات کشاورزی سوریه را تولید می‌کند. سطح زیر کشت در این منطقه مجموعاً ۱۸ هزار کیلومتر مربع است. به عبارت دیگر ۱۸ هزار کیلومتر مربع از کل ۲۴ هزار کیلومتر مربع این منطقه را اراضی قابل کشت تشکیل می‌دهد. میزان تولید گندم این منطقه سالانه ۱٫۴ میلیون تن می‌باشد که ۳۷ درصد کل تولید گندم سوریه است. میزان تولید پنبه این منطقه سالانه ۲۷۳ هزار تن است که ۳۹ درصد کل تولید سوریه را شامل می‌شود. همچنین ۱۵ میلیون اصله درخت زیتون در این منطقه وجود دارد که شامل ۲۳ درصد کل درختان زیتون در سراسر سوریه است.
کردستان سوریه از منابع عظیم آب برخوردار است که شامل ده سد بزرگ با مجموع گنجایش ۳۰۰ میلیون متر مکعب آب و هشت رودخانه است که یکی از آن‌ها رود فرات می‌باشد.
محصولات آبزی این منطقه ۵۵ درصد کل محصولات آبزی سوریه را در بر می‌گیرد.
با احتساب قیمت کنونی نفت در بازارهای جهانی، این منطقه می‌تواند در هر سال ۹٫۵ میلیارد دلار از فروش نفت، ۷۵۰ میلیون دلار از فروش زیتون، ۳۷۲ میلیون دلار از فروش گندم و ۲۳۰ میلیون دلار از فروش پنبه درآمد داشته باشد.
با توجه به در امان ماندن نسبی شهرهای کردنشین از جنگ داخلی، سرمایه‌گذاری‌های آینده در این منطقه به جای اینکه صرف بازسازی شود در مسیر توسعه منطقه هزینه خواهد شد.

## آموزش زبان کردی
پس از شروع نا آرامی‌ها، آموزش به زبان‌های کردی، سریانی و عربی در شمال سوریه آغاز شد. از سوی دیگر، هر سه زبان مورد اشاره در خودمدیریتی غرب کردستان سوریه، رسمیت یافت.

### سازمان زبان کردی
به علت ممنوعیت آموزش زبان کردی در دوران حکومت حافظ اسد و نیز بی سوادی عامهٔ مردم، اکثر مردم کردستان سوریه توانایی خواندن و نوشتن به زبان کردی کرمانجی را نداشتند. سازمان زبان کردی (szk) پس از انقلاب ۱۹ ژوئیه آموزش زبان کردی کرمانجی را به مردم آغاز کرد. به عبارت دیگر، این سازمان نقش جنبش سوادآموزی را در کردستان سوریه ایفا می‌کند. زبان کردی کرمانجی در کردستان سوریه با الفبای لاتین نوشته می‌شود.

### دولت سوریه
دانشگاه دمشق نیز پس از انقلاب ۱۹ ژوئیه، زبان کردی کرمانجی را در سطح آکادمیک پذیرفت و از سال ۲۰۱۴ دوره‌های آموزشی زبان کردی کرمانجی را آغاز کرد. البته در دانشگاه دمشق این زبان با الفبای عربی آموزش داده می‌شود.

## شخصیت‌های مهم
- مظلوم عبدی
- دکتر محسن البرازی
- حسنی البرازی
- حسنی الزعیم
- طلال البرازی
- جوان حاجو
- جگرخوین
- محمد شیخو
- جلادت بدرخان
- شیخ معشوق خزنوی
- قدری جان
- مانو خلیل
- باهوز اردل
- عبدالباسط سیدا
- ادیب شیشکلی
- مشعل تمو
- عثمان صبری
- رائد بکو
- جوان حسو
- محمد البشو
- کاوا حسو
- شبال ابراهیم
- دنی کی‌کی
- احمد الصالح
- سلیم برکات
- عمر حمدی

ّ* بسام مصطفی
- ابراهیم کیفو
- نوژین دیرک
- زردشت اسماعیل هیبت
- حموده حسن
- خبات دیرک